# فقط
«فقط» (به انگلیسی: Just) نام آهنگی از گروه آلترنیتیو راک انگلیسی ردیوهد و از آلبوم خمش‌ها است که در سال ۱۹۹۵ منتشر شد.نویسنده آهنگ تام یورک بوده است که آن را درباره نارسیس(خودشیفتگی) دوستانش نوشته است.یورک همچنین گفته‌است که این آهنگ رقابتی بین او و جانی گرینوود را نشان می‌دهد که کدامیک از آنها می‌توانستند کردهای بیشتری در یک آهنگ بگنجانند."فقط" بیش از همه به خاطر گیتار سولویی که گرینوود در آن می‌نوازد مورد توجه قرار گرفته است.در سال ۲۰۰۷ مجله ان‌ام‌ای آهنگ را در رتبه سی و هفتم لیست پنجاه سرود برتر ایندی خود جای داد.

## لیست آهنگ‌ها

### سی‌دی یک
1. Just
2. Planet Telex
3. Killer Cars

### سی‌دی دو
1. Just
2. Bones
3. Planet Telex
4. Anyone Can Play Guitar